# Huilliche

Übersicht über die an der Pazifikküste beheimateten indigen Ethnien.

Die Huilliche (oder: Williche) sind ein indigenes Volk in Chile, welches zur Gruppe der Mapuche-Indianer gehört.
Die Huilliche leben hauptsächlich im Gebiet zwischen dem Río Toltén und dem Fjord Reloncaví sowie auf der Insel Chiloé in der südchilenischen Región de los Lagos. Die Huilliche werden auch als Volk des Südens bezeichnet und gehörten vom 16. bis 19. Jahrhundert zu den gefürchteten indigenen Reiterkulturen Südamerikas.

## Soziale Struktur
Die Huilliche waren bis ins 13. oder 14. Jahrhundert ausschließlich halbsesshafte Jäger und Sammler, bevor sie ergänzend dazu einen begrenzten Gartenbau einführten. Der reiche Wildbestand, Fischfang und das Sammeln wilder Pinienfrüchte lieferten nach wie vor die wichtigste Subsistenzbasis. Im 16. und 17. Jahrhundert gingen sie durch den Einfluss der Spanier zu Ackerbau (Weizen, Kartoffel) und Viehzucht (Lama, Rind, Pferd) über. Im Gegensatz zu den anderen Mapuchevölkern lebten die Huilliche monogam. 
Die Huilliche besaßen große Kanus, um die Flüsse und Seen zu überqueren. Sie müssen auch einige Kenntnisse in Metallurgie besessen haben, da bei ihnen Kupferschmuck gefunden wurde.
Ihre Sprache ist das Huilliche.
Die ethnische Religion entspricht der Mapuche-Religion. Nach den laufenden Erhebungen des evangelikal-fundamentalistisch ausgerichteten Bekehrungsnetzwerkes Joshua Project bekennen sich heute noch 10 Prozent der Huilliche zur traditionellen Religion, weitere 10 Prozent sind nicht religiös und 80 Prozent sind offiziell Christen. Allerdings ist das Christentum bei den Huilliche stark mit traditionellen Elementen durchmischt und die wichtigen Rituale der Mapuche haben weiterhin eine zentrale Bedeutung.

## Geschichte
Um 1535 lebten ca. 180.000 Huilliche im Gebiet zwischen dem Río Toltén und dem Fjord Reloncaví sowie auf der Insel Chiloé.
1540 erkundete Alonso de Camargo die Küstenlinien der Insel Chiloé vom Schiff aus. Erstmals von einem Europäer betreten wurde die Insel am 8. November 1553 von Francisco de Ulloa. 1559 betrat Juan Fernández Ladrillero die Insel und nahm Kontakt zur einheimischen Bevölkerung auf. Francisco de Villagra erforschte 1563 die Insel Quinchao vor Abtao. Die Hauptstadt Castro an der Ostküste wurde am 12. Februar 1567 durch den spanischen Kapitän Martín Ruiz de Gamboa gegründet. 1628 besuchte Vázquez de Espinosa die Insel und berichtete von Getreide- und Bohnenanbau der Huilliche.
In den Jahren von 1598 bis 1604 nahmen die Huilliche zusammen mit den übrigen Araukanern an einer Rebellion gegen die Spanier teil. In der Schlacht von Curalaba (1598) schlugen sie die Spanier vernichtend. Dabei wurde auch der spanische Gouverneur Martín García Óñez de Loyola getötet. Nur auf der Insel Chiloé konnten sich die Spanier halten. Große Gebiete südlich des Río Bío Bío blieben bis 1881 im Besitz der Mapuche.
Noch heute gibt es kleine Huilliche-Dörfer, z. B. im Nationalpark Chiloé und in der Gemeinde San Juan de la Costa.